# 朱厚烷
鄭恭王朱厚烷（？—1591年），是懿王朱祐檡嫡第四子，明朝第五代鄭王，於嘉靖六年（1527年）襲封鄭王。

## 生平
他於嘉靖六年（1527年）襲封鄭王，在位二十三年，在嘉靖二十七年（1548年）七月上書，請皇帝明世宗修德行，不要再迷信道教。同時進貢《居敬》、《窮理》、《克己》、《存誠》四箴言書及《演連珠》十章，以規諫世宗。當時世宗大怒，把朱厚烷的使者入獄。
當初，鄭簡王朱祁鍈有十個兒子：長子世子（鄭僖王）朱見滋，次子早夭，三子盟津恭懿王朱見濍，四子東垣端惠王朱見𣹟。而朱見濍的母親被鄭簡王寵幸，計劃為朱見濍奪嫡但不成功。後朱見濍竊去世子金冊，鄭簡王要求索回，朱見濍埋怨其父鄭簡王，不再朝見鄭簡王，行為日益惡劣，而鄭簡王上奏明憲宗，使朱見濍被革為庶人。
及後，鄭康王朱祐枔去世，無子，本来按序應以朱見濍之子朱祐橏嗣鄭王，但因朱見濍有罪被廢，所以以立東垣端惠王之子朱祐檡為鄭王，是為鄭懿王。嘉靖二十九年，朱祐橏要求復郡王爵位，又怨朱厚烷不為自己上奏，於是乘明世宗大怒，上疏他四十條罪行，以叛逆罪為首告發。世宗下詔以駙馬中官聆訊，覆報並無叛逆罪，但有以治宮室名號擬乘輿的罪行。明世宗大怒：「朱厚烷不理朕勸告，在鄭國中驕傲無禮，是大逆不道。」於是朱厚烷遭削爵，降為庶人，禁錮鳳陽；但他的庶次子朱载堼仍被封为德庆王，及奉诏管郑王府事。
隆慶元年（1567年）明穆宗復朱厚烷的王爵，並增歲祿四百石，不過他自少至老都是穿布衣，吃清淡的飯菜。
萬曆十九年（1591年）過世，諡號恭，安葬于今河南省沁阳市山王庄乡。長子端靖世子朱載堉執意不襲封鄭王，因此十五年後由朱見濍孫子、朱厚煒之子朱載壐嗣位，而朱載堉的子孫就嗣封東垣王。

## 成就
他通曉音律，對兒子朱載堉發明新律起到過很大的影響。根據朱載堉《進律書奏疏》：“臣父昔年居鳳陽時，彼時親手操縵譜稿，藏諸篋笥，還國出以示臣，且諭臣曰：‘爾宜再潤色之，為我著成一書，以便觀覽’。及有口授，指示甚詳。”朱載堉的《操縵古樂譜》可能就是他們父子合著的:17。